# Кейп Коръл
Кейп Коръл (на английски: Cape Coral, в превод Коралов нос) е град в щата Флорида, САЩ. Намира се в югозападната част на щата в окръг Лий. Населението му е 183 365 жители (по приблизителна оценка от 2017 г.). Пощенските кодове са му 33990, 33904, 33909, 33914, 33991, 33993, а телефонния 239. Кейп Коръл е основан през 1957 г., а получава статут на град през 1970 г. Площта му е 310,8 кв. км. Намира се на 2 м н.в.
Градът има над 640 км канали според официалната му страница и твърди, че е номер едно в света по този показател. Има 355 слънчеви дни през годината, но през 145 дни от годината вали дъжд. Средната висока температура е 29 градуса, а средната ниска 18 градуса по Целзий.